# برايان مولوي
برايان مولوي (بالإنجليزية: Brian Peter John Molloy)‏ هو عالم نبات نيوزيلندي، ولد في 1930 في ويلينغتون في نيوزيلندا.